# سیارک ۴۷۰۲
سیارک ۴۷۰۲ (به انگلیسی: 4702 Berounka، نامگذاری:1987HW) چهار هزار و هفتصد و دومین سیارک کشف شده‌است که در ۲۳ آوریل ۱۹۸۷ کشف شد.
قدر مطلق سیارک برابر ۱۲٫۲۰ است.